# Ратуша Турку
Ра́туша Ту́рку — громадська будівля, що є резиденцією мерії Турку.
Розташована на березі річки Аура (Аурайокі) в Турку, Фінляндія. Нинішня ратуша розташована біля мосту через Аурайокі. Це неокласична будівля, яку спроєктував Карло Франческо Бассі та яку ввели в експлуатацію в 1812 році як сераухуоне (seurahuone), тобто будинок для зустрічей, а також офіційних заходів, свят, концертів, гала-вечерь і балів для вищого класу суспільства. Тут розміщувались ресторан та бальні кімнати. Це був перший будинок для зустрічей у Великому князівстві Фінляндському.
Будівля сераухуоне пережила пожежу 1827 року і до 1830 року в ній тимчасово розміщувався апеляційний суд, і водночас будинок виконував свої первісні функції (будинок зустрічей) до 1878 року.
Ресторан та бенкетний зал знаходились у головній будівлі. Житлові та господарські приміщення знаходилися у дворових флігелях та окремих павільйонах. Їх замінив критий будинок на Ауракату 4, будівництво якого було завершено 1861 року. Його  спроєктував архітектор Георг Теодор фон Кевіц (G. T. Chiewitz).
У 1878 році будівлю продали місту Турку, а в 1883—1885 роках перетворили на ратушу під керівництвом місцевого архітектора Франса Анатолія Шьострьома (Frans A. Sjöström). Під час реконструкції корпус будинку та планування приміщень не змінювались, але його фасад був перебудований, декорований рослинними мотивами у стилі неоренесансу. Другий поверх відремонтовано під зал засідань міської ради, офіс та банкетний зал. Поділ кімнат переважно залишилися без змін, але інтер'єри були оновлені в стилі неоренесансу. Бальний зал та його прибудова, нинішній зал ради, були розділені парою мармурових колон із позолоченими коринфськими капітелями. Фриз і стеля стін були прикрашені орнаментом і позолотою. Стіни залу оздоблені великими дзеркалами. Висота залу майже 7 метрів. Збереглися старі кахельні печі. Нині в залі прийомів можна організувати публічні заходи та виставки. Зал ради можна побачити, ставши аудиторією на засіданні міської ради.
Подальші реконструкції будівлі відбулися у 1911 році, у 1920-х та 1964—1965 роках. Будівлю було повністю відремонтовано 1999 року. Під час ремонту 2012 року було оновлено звукову систему та технічне обладнання в залі засідань.